# Toraja

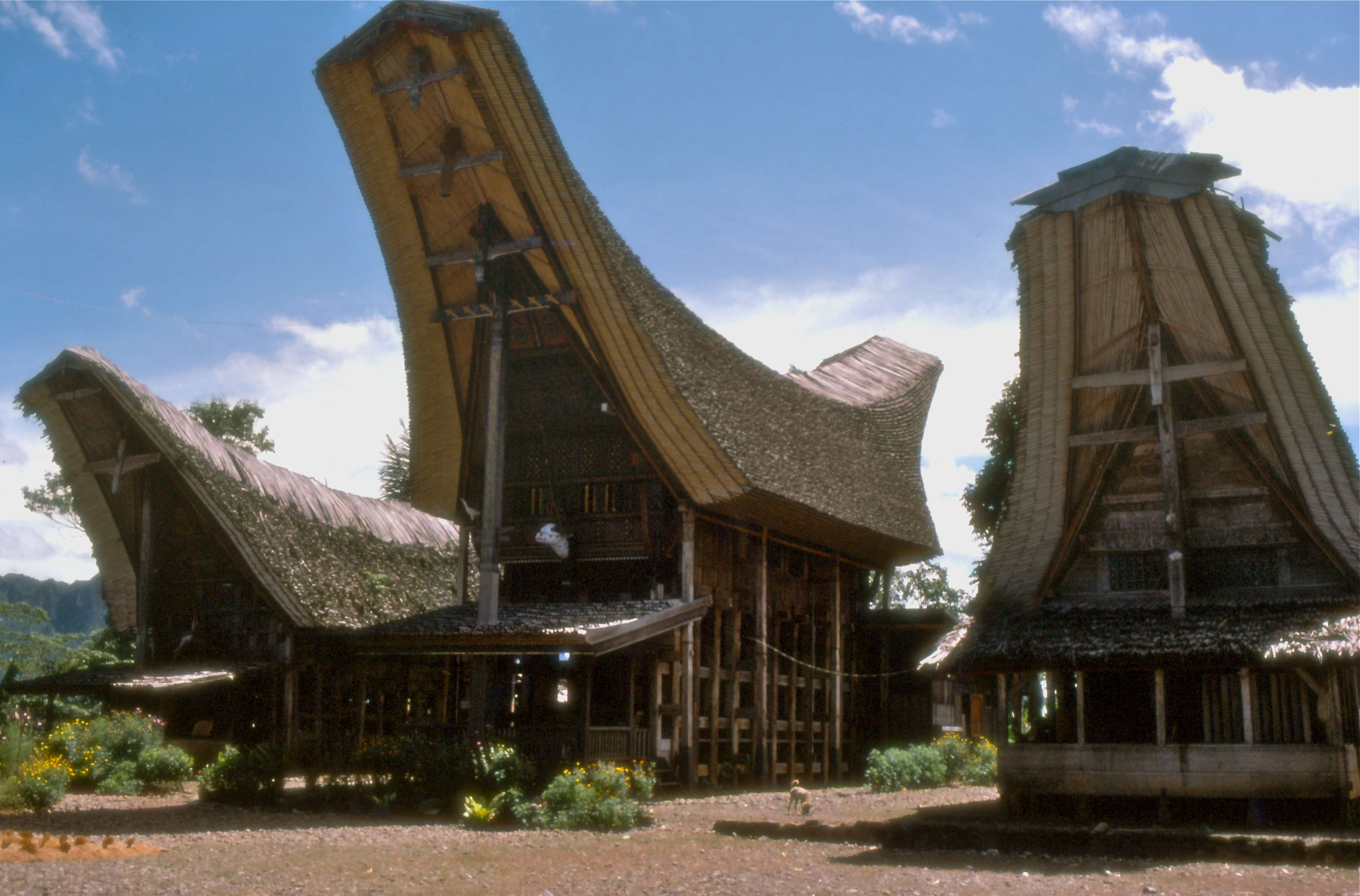
Ca și sicriele, acoperișurile caselor (Tongkonan) au formă de barcă

Toraja reprezintă un grup etnic indigen din regiune muntoasă Sulawesi de Sud, Indonezia. Populația este de aproximativ 650.000, din care 450.000 trăiesc încă sub regența Tana Toraja ("Ținutul Toraja"). Cea mai mare parte a populației este creștină, unii sunt musulmani sau au convingeri animiste locale cunoscute sub numele de aluk ("calea"). Guvernul indonezian a recunoscut aceasta credință animistă sub denumirea Aluk To Dolo ("Calea strămoșilor").
Cuvântul Toraja provine de la cuvântul riaja din limba Bugis, având sensul de "oameni de sus". Guvernul colonial olandez i-a numit oamenii Toraja în 1909.  Torajanii sunt renumiți pentru ritualurile lor elaborate funerare, mormintele săpate în stânci golașe, case masive cu acoperiș tradițional cunoscute sub numele de tongkonan și pentru sculpturile colorate în lemn. De obicei, riturile funerare Toraja sunt evenimente sociale importante la care participă sute de oameni având o durată de câteva zile.
Înainte de secolul al XX-lea, Torajanii trăiau în sate autonome, unde practicau animismul, fiind relativ neinfluențați de lumea exterioară. La începutul anilor 1900, misionarii olandezi au avut în primul rând misiunea de a-i converti la creștinism. Când domnia Tana Toraja s-a deschis mai mult către lumea exterioară, în anii 1970, a devenit o icoană a turismului în Indonezia și a ajuns o atracție a antropologilor. Prin anii 1990, stilul de viață a devenit majoritar creștin.